# Багинский, Михаил Романович
Михаил Романович Багинский (1898—1948) — полковник Советской Армии, участник Гражданской и Великой Отечественной войны, начальник дороги Москва-Минск.

## Биография
Михаил Багинский родился 21 сентября 1898 года в деревне Огородники (ныне — территория Подляского воеводства Польши).
В 1918 году Багинский пошёл на службу в Рабоче-крестьянскую Красную Армию. Участвовал в боях Гражданской войны.
В начале Великой Отечественной войны Багинский был ранен и контужен. С ноября 1942 года полковник Михаил Багинский служил начальником военной автомобильной дороги № 5. Под его руководством осуществлялось оборудование дороги указательными знаками и вспомогательными учреждениями, строились дороги твёрдого покрытия, организовывалось движение войск по дорогам.

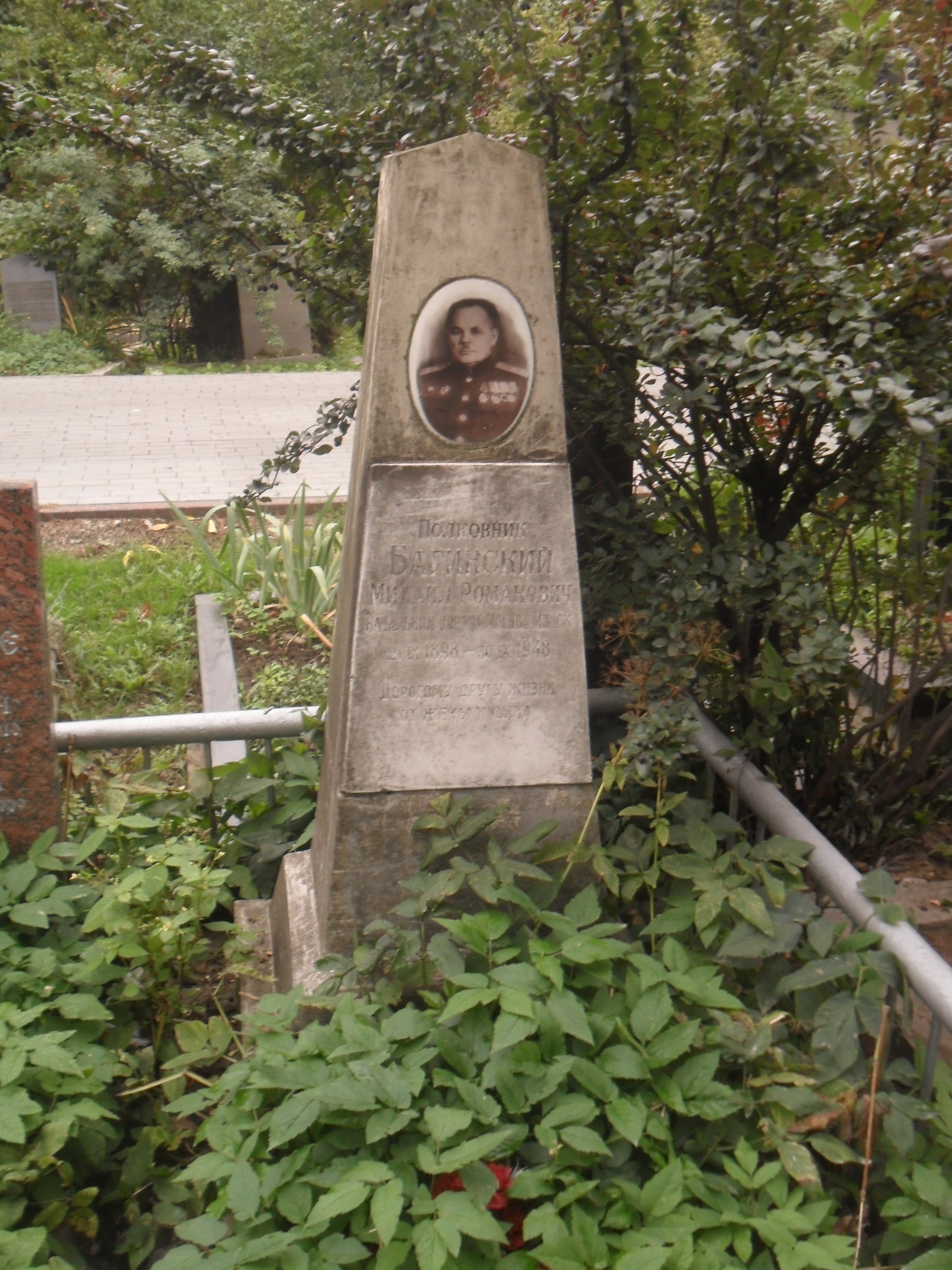
Могила Багинского на Новодевичьем кладбище Москвы.

В послевоенное время Багинский служил начальником дороги «Москва-Минск». Скончался 30 сентября 1948 года, похоронен на Новодевичьем кладбище Москвы.
Был награждён орденами Ленина, Красного Знамени, Отечественной войны 2-й степени и Красной Звезды, а также рядом медалей.